# Лична уния
Личната уния е политически съюз на два или повече субекта, които в международно отношение се смятат за отделни държави, но поради установен закон споделят един и същ държавен глава. Тя не трябва да се бърка с федерацията, която в международно отношение се смята за една държава.
Личните унии могат да възникнат по различни причини – от почти пълна случайност (принцеса, вече женена за крал става управляваща кралица и тяхното дете наследява короната и на двете страни) до практическа анексия. Освен това те могат да бъдат узаконени (например, конституциите на двете страни ясно да постановяват, че те ще бъдат свързани) или неформални (в този случай те лесно се разпадат, например при различни правила за наследяване).

## Лични унии в историята на България
На няколко пъти в българската история са се появявали идеи за лична уния, но тези проекти никога не са осъществени. Още преди Освобождението някои български общественици предлагат създаването на дуалистична монархия по образец на Австро-Унгария, която да включва България и Османската империя, но тази идея не е възприета сериозно.
След Съединението на Княжество България и Източна Румелия през 1885 те са напълно обединени от вътрешна гледна точка – имат общо правителство, парламент, армия, администрация. В същото време в международно отношение те образуват лична уния, като князът на България е формално назначаван и за генерал-губернатор на Източна Румелия. Тази ситуация се запазва до независимостта на България през 1908.
Малко по-късно един от обсъжданите варианти за разрешаване на кризата след абдикацията на княз Александър Батенберг през 1886 е избор за княз на Карол I и образуване на лична уния с Румъния. През 90-те години на 19 век някои опозиционни политици виждат възможност за нормализиране на прекъснатите отношения с Русия в отстраняването на княз Фердинанд I и образуване на лична уния със Сърбия.

## Съвременни лични унии
- Повечето от държавите в Общността на нациите са в лична уния помежду си. Днес или в миналото в нея участват: Австралия (1939 – ), Антигуа и Барбуда (1981 – ), Бахамски острови (1973 – ), Барбадос (1966 – ), Белиз (1961 – ), Гамбия (1965 – 1970), Гана (1957 – 1960), Гаяна (1966 – 1970), Гренада (1974 – ), Индия (1947 – 1950), Ирландия (1931 – 1936), Канада (1931 – ), Кения (1963 – 1964), Мавриций (1968 – 1992), Малта (1964 – 1974), Нигерия (1960 – 1963), Нова Зеландия (1947 – ), Обединено кралство (1931 – ), Пакистан (1947 – 1956), Папуа-Нова Гвинея (1975 – ), Сейнт Винсент и Гренадини (1979 – ), Сейнт Китс и Невис (1983 – ), Сейнт Лусия (1979 – ), Сиера Леоне (1961 – 1971), Соломонови острови (1978 – ), Танзания (1961 – 1962), Тринидад и Тобаго (1962 – 1976), Тувалу (1978 – ), Уганда (1962 – 1963), Фиджи (1970 – 1987), Цейлон (1948 – 1972), Южна Африка (1931 – 1961), Ямайка (1962 – )
- От 1607 Андора е в частична лична уния с Франция, чийто държавен глава е един от държавните глави на тази страна

## Исторически лични унии
- Унгария е в лична уния с Хърватия (1102 – 1526) и Полша (1370 – 1382)
- Норвегия е в лична уния с Швеция от 1319 до 1343 и отново от 1814 до 1905
- Норвегия е в лична уния с Дания от 1380 до 1536
- Калмарската уния (1389 – 1521) включва Дания, Норвегия и Швеция
- Полско-литовската уния (1386 – 1569) е лична уния на Полша и Великото Литовско княжество
- Шлезвиг и Холщайн са в уния с Дания от 1460 до 1864
- Испания е в лична уния със Свещената Римска империя при Карл V (1519 – 1556)
- Иберийската уния е лична уния между кралство Испания и кралство Португалия в периода 1580 – 1640 г.
- Англия е в лична уния с Ирландия (1541 – 1707), Шотландия (1603 – 1707), Дренте (1696 – 1702) и още пет нидерландски провинции (Холандия, Зеландия, Утрехт, Гелдерланд и Оверейсел; 1689 – 1702)
- Жечпосполита е в лична уния с Швеция от 1592 до 1599
- Кралство Великобритания е в лична уния с Ирландия (1707 – 1801) и Хановер (1714 – 1801)
- Обединеното кралство е в лична уния с Хановер (1801 – 1837), Индия (1877 – 1950) и Ирландия (1922 – 1936)
- Финландия е в лична уния с Русия от 1809 до 1917
- Люксембург е в лична уния с Нидерландия от 1815 до 1890
- Австро-Унгария (1867 – 1918) е лична уния на Австрия и Унгария
- Исландия е в лична уния с Дания от 1918 до 1944
- Италия образува лична уния с Албания (1939 – 1946) и Етиопия (1939 – 1941), която не е общопризната